# 전주근영중학교
전주근영중학교(全州槿暎中學校)는 대한민국 전북특별자치도 전주시 완산구 중화산동2가의 사립 중학교이다.

## 학교 연혁
- 1970년 7월 6일 : 학교법인 춘봉학원 설립인가
- 1971년 3월 2일 : 전주 월성 여자 중학교 개교(중3, 고6 학급인가)
- 1973년 10월 27일 : 전주근영여자중학교로 교명 변경
- 1995년 12월 22일 : 제4대 윤희성 이사장 취임
- 2001년 1월 1일 : 전주근영중학교로 교명 변경
- 2001년 3월 2일 : 남녀공학 실시
- 2024년 2월 10일 : 제51회 200명 졸업
- 2024년 3월 1일 : 제13대 양용모 교장 취임
- 2024년 3월 2일 : 신입생 199명 입학

## 참고 자료
- 전주근영중학교 - 한국교육학술정보원 학교알리미